# Eclissi solare del 14 febbraio 1915
L'eclissi solare del 14 febbraio 1915 è un evento astronomico che ha avuto luogo il suddetto giorno attorno alle ore 4.33 UTC. 
L'eclissi, di tipo anulare, è stata visibile in alcune parti dell'Asia (India e Indonesia), dell'Oceania (Australia e Papua Nuova Guinea), e dell'Antartide. L'eclissi è durata 2 minuti e 4 secondi.
Nota in occidente anche come "l'eclissi di San Valentino del 1915", in oriente è avvenuta lo stesso giorno dell'inizio del Festival di Primavera, noto anche come capodanno cinese. L'anularità era visibile dall'Australia, dalla provincia di Papua nelle Indie orientali olandesi (l'odierna Indonesia), nella Nuova Guinea tedesca (ora appartenente alla Papua Nuova Guinea) e nelle aree amministrate dal mandato del Pacifico meridionale dal Giappone (aree che ora appartengono agli S.F. di Micronesia compresa la capitale Palikir e le Isole Marshall.

## Eclissi correlate

### Serie di eclissi dal 1903 al 1917
Questa eclissi è un membro di una serie a periodicità semestrale. Un'eclissi in una serie semestrale di eclissi solari si ripete all'incirca ogni 177 giorni e 4 ore (un semestre) a nodi alternati dell'orbita lunare. 

### Ciclo di Saros 129
Questa eclissi fa parte del ciclo 129 di Saros, che si ripete ogni 18 anni, 11 giorni e contenente 80 eventi. La serie iniziò con un'eclissi solare parziale il 3 ottobre 1103. Raggruppa eclissi anulari dal 6 maggio 1464 al 18 marzo 1969, eclissi ibride dal 29 marzo 1987 al 20 aprile 2023 ed eclissi totali dal 30 aprile 2041 a luglio 26, 2185. La serie termina al membro 80 con un'eclissi parziale il 21 febbraio 2528. La durata più lunga della totalità sarà di 3 minuti e 43 secondi il 25 giugno 2131. Tutte le eclissi di questa serie si verificano nel nodo ascendente della Luna.